# American Indian Movement

American Indian Movements flagga

American Indian Movement (förkortat AIM) är en amerikansk aktivistorganisation för USA:s ursprungsbefolkning, grundad i juli 1968 i Minneapolis. Organisationen lyfter frågor kopplat till ursprungsbefolkningens suveränitet, ledarskap och avtal som har tecknats mellan amerikanska ursprungsnationer och den amerikanska staten. Bland grundarna återfinns bland andra Mary Jane Wilson, Dennis Banks, Vernon Bellecourt, Clyde Bellecourt, och George Mitchell. Russell Means, född Lakota, var en tidig ledare för rörelsen på 1970-talet.
Organisationen kom ur en frustration med erfarenheter av diskriminering och ett missnöje med den federala politiken för ursprungsbefolkningen. AIM bildades för att ta upp olika frågor som rör det moderna ursprungsamerikanska samhället i Minneapolis, inklusive fattigdom, bostadsproblem och polisbrutalitet. Efter starten i Minnesota började AIM att få medlemmar från både övriga USA och även i Kanada. Organisationen deltog i Regnbågskoalitionen, vilken organiserades av medborgarrättsaktivisten Fred Hampton.
AIM deltog 1970 vid ockupationen av Alcatraz. I oktober 1972 samlade AIM sina medlemmar från hela landet för en protestmarsch mot Washington, D.C., vilken de kallade för De brutna fördragens väg. Organisationen fick nationell uppmärksamhet när de ockuperade den federala myndigheten Bureau of Indian Affairs nationella huvudkontor i samband med marschen. I Washington presenterade gruppen en lista med 20 krav till den federala regeringen.
Marschen innebar att AIM och dess ledare drog åt sig uppmärksamhet från amerikansk polis och underrättelsetjänst i form av FBI och CIA. Myndigheternas agerande mot AIM skapade friktion som kulminerade 1973. I februari det året, ledde AIM-ledaren Russell Means en 71 dagar lång ockupation av Wounded Knee, South Dakota, på Pine Ridge-reservatet i protest mot vad man menade var ett korrupt styre. FBI-agenter skickades för att avlägsna ockupanter, vilket ledde till en belägring och våldsamheter. När ockupationen var över hade två siouxer skjutits till döds av FBI-agenter och tolv personer skadats. 1200 personer greps i samband med händelsen.
Under de decennier som gått sedan AIM grundades har gruppen lett protester som förespråkar inhemska amerikanska intressen, inspirerat till kulturell förnyelse, övervakat polisverksamhet och samordnat sysselsättningsprogram i städer och på landsbygdsreservat i hela USA. AIM har ofta stött ursprungsbefolkningens intressen även utanför USA.